# Gerrit Hendrik Dercksen
Gerrit Hendrik Dercksen (Amsterdam, 25 februari 1898 – Heerjansdam, 16 oktober 1955) was een Nederlands politicus. 
Hij werd zoon van Hendricus Marinus Dercksen (1858-1913; fabrikant) en Neeltje Hornis (1860-1922). Zelf trouwde hij met Johanna Jacoba Bom.
Dercksen was twintig jaar werkzaam bij de gemeentesecretarie van Barendrecht waar hij na Tweede Wereldoorlog waarnemend gemeentesecretaris werd. Per 1 november 1946 was hij burgemeester van Heerjansdam, waarbij zijn aandacht vooral uitging naar de woningbouw. 
Het echtpaar kreeg vermoedelijk slechts één zoon: pianist Hans Dercksen. 
Vader bezocht een concert van zijn zoon en voelde zich onwel worden. Raadpleging van de huisarts leverde het advies op om drie werken rust te nemen. Het mocht niet baten; hij stierf in die periode op 57-jarige leeftijd.